# Campyloneurus reticulatus
Campyloneurus reticulatus är en stekelart som beskrevs av Günther Enderlein 1920. Campyloneurus reticulatus ingår i släktet Campyloneurus och familjen bracksteklar. Inga underarter finns listade.